# Can-Am 500 2018
2018 års Can-Am 500 hölls den 11 november på ISM Raceway, i Avondale, Arizona, USA. Tävlingen hölls över 312 varv på ovalbanan som är en engelsk mil lång. Det var det 35:e loppet i Monster Energy Nascar Cup Series 2018 och det sista loppet innan det avslutande Championship 4. Kyle Busch vann loppet på tiden 3:10:20 och hade en medelhastighet på 158.285 km/h (98.354 mp/h). Kevin Harvick startade i pole position och ledde större delen av det första segmentet, innan han fick en punka och var tvungen att ta sig till depån, varav Chase Elliott vann första segmentet.

## Kvalificeringsresultat
| Position | Nummer | Förare              | Lag                       | Utvecklare | Poäng  | R1     | R2     | R3 |
| -------- | ------ | ------------------- | ------------------------- | ---------- | ------ | ------ | ------ | -- |
| 1        | 4      | Kevin Harvick       | Stewart-Haas Racing       | Ford       | 26.158 | 25.998 | 25.836 |    |
| 2        | 9      | Chase Elliott       | Hendrick Motorsports      | Chevrolet  | 26.257 | 25.823 | 25.871 |    |
| 3        | 17     | Ricky Stenhouse Jr. | Roush Fenway Racing       | Ford       | 26.176 | 26.017 | 25.898 |    |
| 4        | 12     | Ryan Blaney         | Team Penske               | Ford       | 26.317 | 26.011 | 25.924 |    |
| 5        | 88     | Alex Bowman         | Hendrick Motorsports      | Chevrolet  | 26.335 | 25.979 | 25.948 |    |
| 6        | 18     | Kyle Busch          | Joe Gibbs Racing          | Toyota     | 26.176 | 25.889 | 25.954 |    |
| 7        | 20     | Erik Jones          | Joe Gibbs Racing          | Toyota     | 26.201 | 25.981 | 26.022 |    |
| 8        | 42     | Kyle Larson         | Chip Ganassi Racing       | Chevrolet  | 26.226 | 25.887 | 26.038 |    |
| 9        | 22     | Joey Logano         | Team Penske               | Ford       | 26.183 | 26.020 | 26.039 |    |
| 10       | 11     | Denny Hamlin        | Joe Gibbs Racing          | Toyota     | 26.253 | 25.926 | 26.040 |    |
| 11       | 21     | Paul Menard         | Wood Brothers Racing      | Ford       | 26.228 | 25.958 | 26.108 |    |
| 12       | 2      | Brad Keselowski     | Team Penske               | Ford       | 26.199 | 26.019 | 26.150 |    |
| 13       | 78     | Martin Truex Jr.    | Furniture Row Racing      | Toyota     | 26.290 | 26.023 | —      |    |
| 14       | 41     | Kurt Busch          | Stewart-Haas Racing       | Ford       | 26.174 | 26.053 | —      |    |
| 15       | 3      | Austin Dillon       | Richard Childress Racing  | Chevrolet  | 26.099 | 26.074 | —      |    |
| 16       | 14     | Clint Bowyer        | Stewart-Haas Racing       | Ford       | 26.244 | 26.110 | —      |    |
| 17       | 6      | Matt Kenseth        | Roush Fenway Racing       | Ford       | 26.028 | 26.131 | —      |    |
| 18       | 10     | Aric Almirola       | Stewart-Haas Racing       | Ford       | 26.282 | 26.140 | —      |    |
| 19       | 24     | William Byron       | Hendrick Motorsports      | Chevrolet  | 26.195 | 26.162 | —      |    |
| 20       | 48     | Jimmie Johnson      | Hendrick Motorsports      | Chevrolet  | 26.234 | 26.174 | —      |    |
| 21       | 1      | Jamie McMurray      | Chip Ganassi Racing       | Chevrolet  | 26.232 | 26.176 | —      |    |
| 22       | 31     | Ryan Newman         | Richard Childress Racing  | Chevrolet  | 26.255 | 26.212 | —      |    |
| 23       | 34     | Michael McDowell    | Front Row Motorsports     | Ford       | 26.231 | 26.313 | —      |    |
| 24       | 47     | A. J. Allmendinger  | JTG Daugherty Racing      | Chevrolet  | 26.321 | 26.368 | —      |    |
| 25       | 37     | Chris Buescher      | JTG Daugherty Racing      | Chevrolet  | 26.342 | —      | —      |    |
| 26       | 19     | Daniel Suárez       | Joe Gibbs Racing          | Toyota     | 26.368 | —      | —      |    |
| 27       | 32     | Matt DiBenedetto    | Go Fas Racing             | Ford       | 26.487 | —      | —      |    |
| 28       | 13     | Ty Dillon           | Germain Racing            | Chevrolet  | 26.516 | —      | —      |    |
| 29       | 95     | Regan Smith         | Leavine Family Racing     | Chevrolet  | 26.539 | —      | —      |    |
| 30       | 43     | Darrell Wallace Jr. | Richard Petty Motorsports | Chevrolet  | 26.560 | —      | —      |    |
| 31       | 38     | David Ragan         | Front Row Motorsports     | Ford       | 26.614 | —      | —      |    |
| 32       | 00     | Landon Cassill      | StarCom Racing            | Chevrolet  | 26.834 | —      | —      |    |
| 33       | 15     | Ross Chastain       | Premium Motorsports       | Chevrolet  | 26.970 | —      | —      |    |
| 34       | 72     | Cole Whitt          | TriStar Motorsports       | Chevrolet  | 27.001 | —      | —      |    |
| 35       | 23     | J. J. Yeley         | BK Racing                 | Toyota     | 27.010 | —      | —      |    |
| 36       | 97     | Tanner Berryhill    | Obaika Racing             | Toyota     | 27.231 | —      | —      |    |
| 37       | 66     | Timmy Hill          | MBM Motorsports           | Toyota     | 27.457 | —      | —      |    |
| 38       | 7      | D. J. Kennington    | Premium Motorsports       | Chevrolet  | 27.666 | —      | —      |    |
| 39       | 51     | Cody Ware           | Rick Ware Racing          | Chevrolet  | 0.000  | —      | —      |    |

## Racet

### Segmentresultat
Segment 1
Varv: 75
| Position | Nummer | Förare          | Lag                      | Utvecklare | Poäng |
| -------- | ------ | --------------- | ------------------------ | ---------- | ----- |
| 1        | 9      | Chase Elliott   | Hendrick Motorsports     | Chevrolet  | 10    |
| 2        | 12     | Ryan Blaney     | Team Penske              | Ford       | 9     |
| 3        | 11     | Denny Hamlin    | Joe Gibbs Racing         | Toyota     | 8     |
| 4        | 41     | Kurt Busch      | Stewart-Haas Racing      | Ford       | 7     |
| 5        | 2      | Brad Keselowski | Team Penske              | Ford       | 6     |
| 6        | 42     | Kyle Larson     | Chip Ganassi Racing      | Chevrolet  | 5     |
| 7        | 18     | Kyle Busch      | Joe Gibbs Racing         | Toyota     | 4     |
| 8        | 20     | Erik Jones      | Joe Gibbs Racing         | Toyota     | 3     |
| 9        | 88     | Alex Bowman     | Hendrick Motorsports     | Chevrolet  | 2     |
| 10       | 3      | Austin Dillon   | Richard Childress Racing | Chevrolet  | 1     |

Segment 2
Varv: 75
| Position | Nummer | Förare           | Lag                      | Utvecklare | Poäng |
| -------- | ------ | ---------------- | ------------------------ | ---------- | ----- |
| 1        | 18     | Kyle Busch       | Joe Gibbs Racing         | Toyota     | 10    |
| 2        | 2      | Brad Keselowski  | Team Penske              | Ford       | 9     |
| 3        | 78     | Martin Truex Jr. | Furniture Row Racing     | Toyota     | 8     |
| 4        | 4      | Kevin Harvick    | Stewart-Haas Racing      | Ford       | 7     |
| 5        | 42     | Kyle Larson      | Chip Ganassi Racing      | Chevrolet  | 6     |
| 6        | 3      | Austin Dillon    | Richard Childress Racing | Chevrolet  | 5     |
| 7        | 9      | Chase Elliott    | Hendrick Motorsports     | Chevrolet  | 4     |
| 8        | 12     | Ryan Blaney      | Team Penske              | Ford       | 3     |
| 9        | 24     | William Byron    | Hendrick Motorsports     | Chevrolet  | 2     |
| 10       | 10     | Aric Almirola    | Stewart-Haas Racing      | Ford       | 1     |

### Slutgiltigt resultat
Segment 3
Varv: 162
| Position | Startposition | Nr | Förare              | Lag                       | Utvecklare | Varv | Poäng |
| -------- | ------------- | -- | ------------------- | ------------------------- | ---------- | ---- | ----- |
| 1        | 6             | 18 | Kyle Busch          | Joe Gibbs Racing          | Toyota     | 312  | 54    |
| 2        | 12            | 2  | Brad Keselowski     | Team Penske               | Ford       | 312  | 50    |
| 3        | 8             | 42 | Kyle Larson         | Chip Ganassi Racing       | Chevrolet  | 312  | 45    |
| 4        | 18            | 10 | Aric Almirola       | Stewart-Haas Racing       | Ford       | 312  | 34    |
| 5        | 1             | 4  | Kevin Harvick       | Stewart-Haas Racing       | Ford       | 312  | 39    |
| 6        | 21            | 1  | Jamie McMurray      | Chip Ganassi Racing       | Chevrolet  | 312  | 31    |
| 7        | 17            | 6  | Matt Kenseth        | Roush Fenway Racing       | Ford       | 312  | 30    |
| 8        | 15            | 3  | Austin Dillon       | Richard Childress Racing  | Chevrolet  | 312  | 35    |
| 9        | 19            | 24 | William Byron       | Hendrick Motorsports      | Chevrolet  | 312  | 30    |
| 10       | 30            | 43 | Darrell Wallace Jr. | Richard Petty Motorsports | Chevrolet  | 312  | 27    |
| 11       | 22            | 31 | Ryan Newman         | Richard Childress Racing  | Chevrolet  | 312  | 26    |
| 12       | 24            | 47 | A. J. Allmendinger  | JTG Daugherty Racing      | Chevrolet  | 312  | 25    |
| 13       | 10            | 11 | Denny Hamlin        | Joe Gibbs Racing          | Toyota     | 312  | 32    |
| 14       | 13            | 78 | Martin Truex Jr.    | Furniture Row Racing      | Toyota     | 312  | 31    |
| 15       | 20            | 48 | Jimmie Johnson      | Hendrick Motorsports      | Chevrolet  | 312  | 22    |
| 16       | 23            | 34 | Michael McDowell    | Front Row Motorsports     | Ford       | 311  | 21    |
| 17       | 7             | 20 | Erik Jones          | Joe Gibbs Racing          | Toyota     | 310  | 23    |
| 18       | 25            | 37 | Chris Buescher      | JTG Daugherty Racing      | Chevrolet  | 310  | 19    |
| 19       | 28            | 13 | Ty Dillon           | Germain Racing            | Chevrolet  | 310  | 18    |
| 20       | 31            | 38 | David Ragan         | Front Row Motorsports     | Ford       | 310  | 17    |
| 21       | 27            | 32 | Matt DiBenedetto    | Go Fas Racing             | Ford       | 310  | 16    |
| 22       | 29            | 95 | Regan Smith         | Leavine Family Racing     | Chevrolet  | 310  | 15    |
| 23       | 2             | 9  | Chase Elliott       | Hendrick Motorsports      | Chevrolet  | 309  | 28    |
| 24       | 33            | 15 | Ross Chastain       | Premium Motorsports       | Chevrolet  | 309  | 0     |
| 25       | 34            | 72 | Cole Whitt          | TriStar Motorsports       | Chevrolet  | 309  | 12    |
| 26       | 32            | 00 | Landon Cassill      | StarCom Racing            | Chevrolet  | 308  | 0     |
| 27       | 38            | 7  | D. J. Kennington    | Premium Motorsports       | Chevrolet  | 306  | 0     |
| 28       | 39            | 51 | Cody Ware           | Rick Ware Racing          | Chevrolet  | 306  | 9     |
| 29       | 11            | 21 | Paul Menard         | Wood Brothers Racing      | Ford       | 303  | 8     |
| 30       | 5             | 88 | Alex Bowman         | Hendrick Motorsports      | Chevrolet  | 285  | 9     |
| 31       | 36            | 97 | Tanner Berryhill    | Obaika Racing             | Toyota     | 283  | 6     |
| 32       | 14            | 41 | Kurt Busch          | Stewart-Haas Racing       | Ford       | 272  | 12    |
| 33       | 3             | 17 | Ricky Stenhouse Jr. | Roush Fenway Racing       | Ford       | 262  | 4     |
| 34       | 4             | 12 | Ryan Blaney         | Team Penske               | Ford       | 237  | 15    |
| 35       | 16            | 14 | Clint Bowyer        | Stewart-Haas Racing       | Ford       | 133  | 2     |
| 36       | 26            | 19 | Daniel Suárez       | Joe Gibbs Racing          | Toyota     | 96   | 1     |
| 37       | 9             | 22 | Joey Logano         | Team Penske               | Ford       | 95   | 1     |
| 38       | 35            | 23 | J. J. Yeley         | BK Racing                 | Toyota     | 88   | 0     |
| 39       | 37            | 66 | Timmy Hill          | MBM Motorsports           | Toyota     | 40   | 0     |

## Championship 4
De fyra förarna som tog sig vidare till championship 4, är följande: Joey Logano, Kyle Busch, Martin Truex Jr. och Kevin Harvick.

## Ställning efter racet
|   | Position | Förare           | Poäng          |
| - | -------- | ---------------- | -------------- |
| 2 | 1        | Joey Logano      | 5,000          |
| 1 | 2        | Kyle Busch       | 5,000 (–0)     |
| 1 | 3        | Martin Truex Jr. | 5,000 (–0)     |
|   | 4        | Kevin Harvick    | 5,000 (–0)     |
| 1 | 5        | Chase Elliott    | 2,320 (–2,680) |
| 1 | 6        | Kurt Busch       | 2,318 (–2,682) |
|   | 7        | Aric Almirola    | 2,316 (–2,684) |
| 2 | 8        | Brad Keselowski  | 2,309 (–2,691) |
|   | 9        | Ryan Blaney      | 2,278 (–2,722) |
| 2 | 10       | Kyle Larson      | 2,256 (–2,744) |
|   | 11       | Denny Hamlin     | 2,252 (–2,748) |
| 4 | 12       | Clint Bowyer     | 2,242 (–2,758) |
| 3 | 13       | Austin Dillon    | 2,219 (–2,781) |
|   | 14       | Jimmie Johnson   | 2,217 (–2,783) |
| 2 | 15       | Erik Jones       | 2,207 (–2,793) |
| 1 | 16       | Alex Bowman      | 2,196 (–2,804) |